# Ignacy II (syryjsko-prawosławny patriarcha Antiochii)
Ignacy II (ur. ?, zm. 883) – w latach 878–883 55. syryjsko-prawosławny Patriarcha Antiochii. 